# Петер Мате (співак)
Петер Мате (угор. Máté Péter, нар. 4 лютого 1947, Будапешт — 9 вересня 1984, Будапешт) — угорський співак, піаніст, композитор і аранжувальник.

### Молодість і початок кар'єри
Музики почав навчатися в приватному порядку, у віці 6 років, з 14 років він відвідував музичну школу. У 1965 році склав іспит зрілості в Gimnazium Sándora Petőfiego в Будапешті. Того ж року він заснував свій перший музичний колектив. Його перші пісні були створені в співпраці з командою Illés. У 1967 році він записав свої власні пісні — Úgy várom, jössz-e már?  і Mondd már. Того ж року з піснею Néger zongorista далеко зайняв перше місце на місцевому фестивалі.

### На піку слави

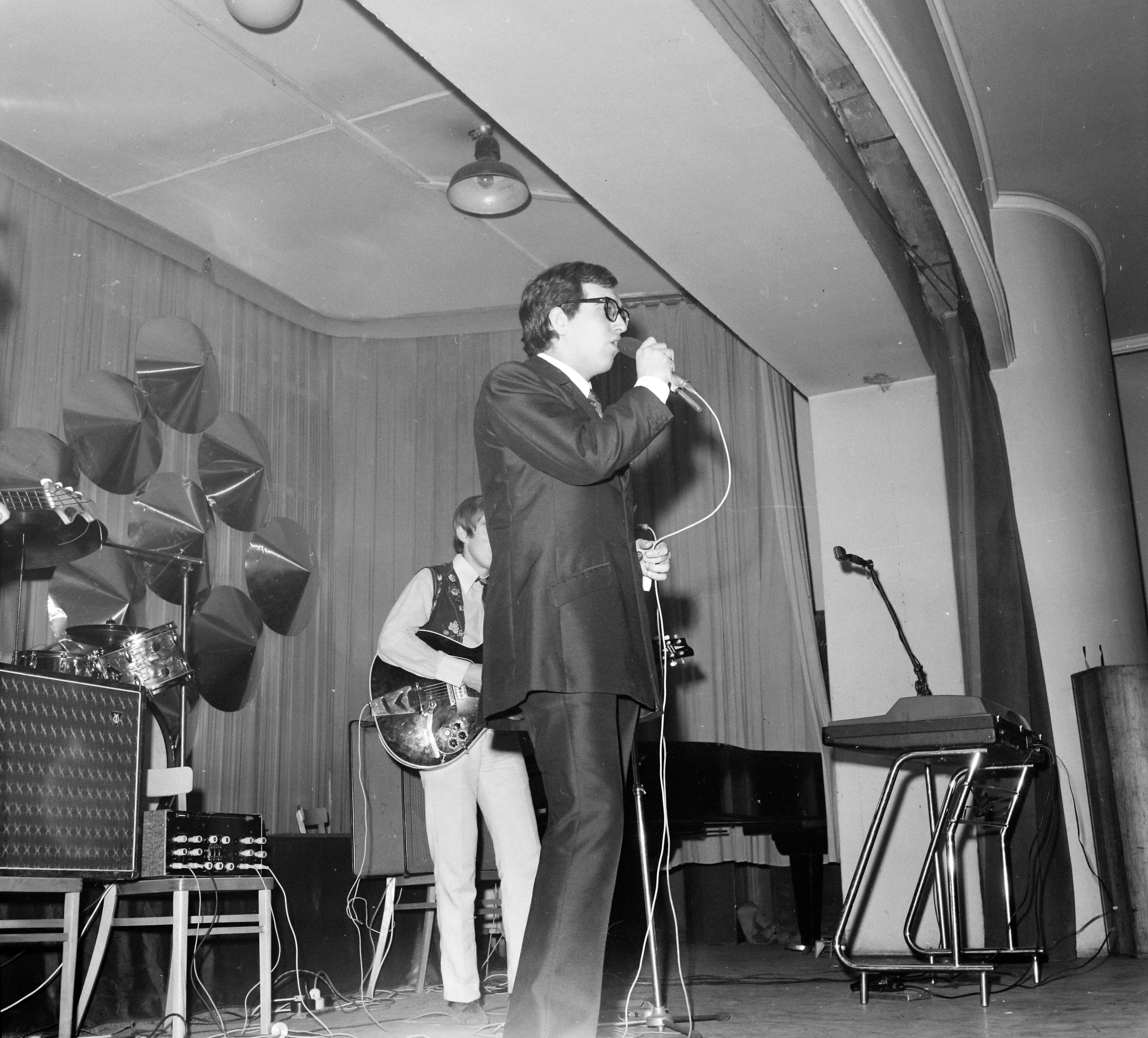
Петер Мате під час концерту. 1970 рік.

Брав участь у фестивалях в Сочі і в Афінах, отримав нагороду як виконавець на конкурсі пісні в Парижі, виступав, зокрема, на Кубі і в Канаді. У 1973 році його пісня Hull az elsárgult levél здобула перемогу в радіо-конкурсі "Made In Hungary. У 1973-74 роках виступав разом з командою Express, зокрема, на Фестивалі Шлягерів в Дрездені. У 1976 році він зайняв третє місце в ірландському Каслбарі, а в 1977 році його пісня Együttlét посіла друге місце на угорському телевізійному фестивалі Метроном '77. У 1979 році він отримав спеціальний приз Угорського Радіо, а в році 1981 — приз за найкраще аранжування на фестивалі танцювальної пісні. Його пісня Elmegyek заспівана з Сільвією Вартан, під назвою Nicolas завоювала всесвітнє визнання. Він працював на оформленні угорської версії рок-опери «Ісус Христос — суперзірка». Писав музику на сцені (зокрема, для А királynő katonái, Kaméleon). Спільно з Іштваном Надем створив рок-оперу. Krízis. Співав у численних дуетах, у тому числі з Каті Ковач та іншими.

### Смерть
7 вересня 1984 року дав концерт у місті Годмезевашаргей, наступного дня — у місті Mindszent. Концерти ці виявилися його останніми виступами. 9 вересня він помер від інфаркту. У його похороні взяли участь десятки тисяч шанувальників.

## Дискографія

### Альбоми, випущені за життя

#### Збірники
- 1976 — Éjszakák és nappalok (попурі хітів на десятиліття творчості записана в 1975 році.); Hungaroton-Pepita (LP / CD)

#### Студійні альбоми
- 1978 — Magány és együttlét (концептуальний альбом, присвячений відносинам любові); Hungaroton-Pepita (LP)
- 1980 — Szívhangok (концептуальний альбом, присвячений дозріванню); Hungaroton-Pepita (LP)
- 1982 — Keretek között (концептуальний альбом, присвячений людському існуванню); Hungaroton-Pepita (LP)

### Посмертні альбоми

#### Збірники
- 1984 — Elmegyek (збірник записів з радіо, синглів, альбомів, студійних і неопубліковані); Hungaroton-Pepita (LP / CD)
- 1985 — Vagy mindent, vagy semmit (збірка музичних розробок); Hungaroton-Pepita (LP)
- 1989 — Egy darabot а szívemből (збірка музичних розробок); Hungaroton-Гун (CD)
- 1994 — Emlékezz rám — в Пам'ять Máté Péter (попурі запису, радіо); Magyar Rádió / Alfa Studio (CD)
- 1996 — Mondd, miért szeretsz ці mást (попурі); Magyar Zeneklub (CD)
- 1999 — A magyar tánczene csillagai (попурі); reader's Digest (CD)
- 1999 — Mondd, miért szeretsz Ці mást? Máté Péter szerelmes далай (попурі); Hungaroton (CD)
- 2002 — Égi Тріо (загальне попурі пісень Pétera Máté, Pála Szécsiego і Gábora Ihásza); Альфа-Studio (CD)
- 2003 — Hogyha én lennék a fény (збірник записів з радіо, синглів, альбомів, студійних і неопубліковані); International Music Co. (CD)
- 2006 — Emlékezz rám (збірник записів з радіо, синглів, альбомів, студійних і неопубліковані); Hungaroton (CD)
- 2006 — Mondd, miért szeretsz ці mást (збірник записів з радіо, синглів, альбомів, студійних і неопубліковані); Arena (CD)
- 2006 — Egy darabot а szívemből (збірник записів з радіо, синглів, альбомів, студійних і неопубліковані); Arena (CD)
- 2010 — Csak az álom nem elég (попурі запису, радіо); Magyar Rádió / Ретро Мультимедіа (CD)

#### Концертні альбоми
- 1997 — Rock koncertek a Magyar Rádió archívumából 3 (запис з концерту 1975 року.); Magyar Rádió (CD)

#### Демо
- 1997 — Rock and rablás (запису демо з рок-опери «Krízis»); Alfa Studio (CD)
- 1998 — Játszd el, hogy újra élsz (запис демо); Альфа-Studio (CD)
- 2006 — Álmodj csak világ (запис демо); Альфа-Studio (CD)
- 2007 — Álomi táj (запис демо); Альфа-Studio (CD)
- 2008 — Álmodj csak világ (збірник демо-записів); Альфа-Studio / RnR Мультимедіа (CD)
- 2008 — Álomi táj (збірник демо-записів); Альфа-Studio / RnR Мультимедіа (CD)
- 2008 — Szeptember вольт (збірник демо-записів); Альфа-Studio / RnR Мультимедіа (CD)

#### Кавер
- 2000 — Adhatok még… (альбом каверів); Hungaroton (CD)
- 2009 — Azért vannak a jóbarátok… Máté Péter dalai a zenésztársak előadásában (попурі пісень оригінальних і кавер-версій); Hungaroton (CD)

#### Видані збірники
- 2001 — Vallomások (збірник записів з радіо, синглів, альбомів, студійних і неопубліковані); Reader's Digest (5CD)
- 2008 — Gyűjteményes válogatás 1. (збірник пісень радіо записи і демо); Альфа-Studio / RnR Media (3CD)
- 2008 — Gyűjteményes válogatás 2. (збірник демо-записів); Альфа-Studio / RnR Media (3CD)

#### Відео кліпи
- 2007 — Zene nélkül mit érek én (тб-запис); MTV / Europa Records (DVD)
- 2009 — Elmegyek (тб-запису); MTV / Europa Records (DVD)

### Інші видання

#### Ремікси
- 2000 — Hagyatékom (ремікси) (CD)

#### Альбоми, присвячені Péterowi Máté
- 2006 — Máté Péter emlékalbum — Egy darabot а szívemből (триб'ют-альбом) (CD)